# Dzmitryj Kavalënak
Dzmitryj Jur'evič Kavalënak (in bielorusso Дзмітрый Юр'евiч Кавалёнак?; Minsk, 3 dicembre 1977) è un ex calciatore bielorusso, di ruolo attaccante.

## Carriera

### Club
Ha giocato nella massima serie bielorussa.